# دون كوان (لاعب كرة قدم)
دون كوان (بالإنجليزية: Don Cowan)‏ (16 نوفمبر 1989 في الولايات المتحدة - ) هو لاعب كرة قدم أمريكي في مركز الهجوم. لعب مع ستيفيناغ بوروه ونادي دندي ونادي ساوثيند يونايتد ونادي شامروك روفرز ولونغفورد تاون ‏ وبرينتري تاون.

## وصلات خارجية
- دون كوان على موقع قاعدة بيانات كرة القدم.إي يو (الإنجليزية)
- دون كوان على موقع Soccerbase.com (لاعب) (الإنجليزية)
- دون كوان على موقع Soccerway.com (الإنجليزية)